# Christian Montanari
Christian Montanari (San Marino, 21 giugno 1981) è un pilota automobilistico sammarinese.

## Biografia
La carriera di Montanari inizia, come quella di molti piloti, nelle gare di kart, dove ottiene alcuni risultati importanti, fra cui alcuni campionati italiani e alcuni successi nel circuito europeo.
Nel 2001 passa alle vetture di Formula Renault, gareggiando nel trofeo invernale, mentre l'anno successivo chiude al sesto posto il campionato italiano di Formula Renault 2000 e disputa alcune gare dell'Eurocup Renault e dell'Euro3000 Series.
Nel 2003 conquista il secondo posto al campionato italiano di Formula 3, la stagione successiva invece ottiene due importanti vittorie nel campionato europeo Formula Renault V6.
Nel 2005 e 2006 partecipa al Campionato World Series Formula Renault 3500, con un ottavo ed un settimo piazzamento finale, con due successi e tre pole position.
Nel 2007 disputa il Campionato FIA GT con il Team Vitaphone. Nella stessa annata partecipa alla prestigiosa 24 Ore di Daytona, ottenendo un brillante settimo posto, che gli è valso la riconferma per la gara del 2008, in programma il 27 gennaio.
Appassionato di calcio ha indossato talvolta la maglia della Nazionale piloti.